# Mariä Himmelfahrt (Allersdorf, Schierling)

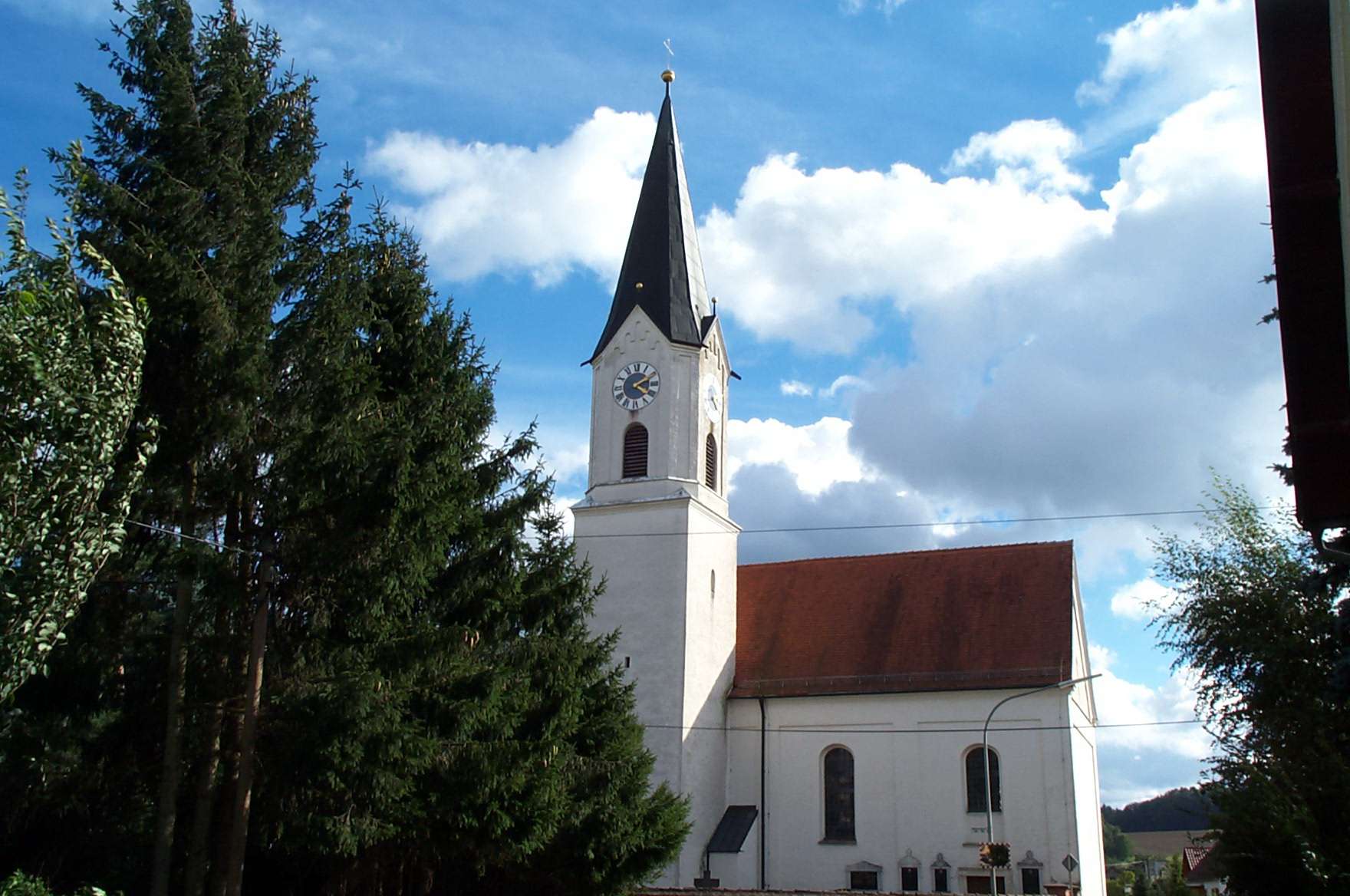
Mariä Himmelfahrt (Allersdorf, Schierling)

Die römisch-katholische, denkmalgeschützte Benefiziumskirche Mariä Himmelfahrt steht in Allersdorf, einem Gemeindeteil des Marktes Schierling im Landkreis Regensburg der Oberpfalz. Die Kirche gehört zum Dekanat Alteglofsheim-Schierling im Bistum Regensburg. Das Bauwerk ist unter der Denkmalnummer D-3-75-196-20 als Baudenkmal in die Bayerische Denkmalliste eingetragen.

## Beschreibung
Die Saalkirche wurde 1731 eingeweiht. Sie besteht aus einem Langhaus, einem eingezogenen, halbrund geschlossenen Chor im Osten und einem Chorflankenturm an dessen Nordwand, dessen quadratische untere Geschosse vom Vorgängerbau aus der zweiten Hälfte des 13. Jahrhunderts stammt. Er wurde in der Zeit des Barock mit einem achteckigen Geschoss aufgestockt, das die Turmuhr und hinter den Klangarkaden den Glockenstuhl beherbergt. Die Schindeln seines spitzen Helms wurden 1973/74 durch Kupfer ersetzt. 
Der Innenraum des Langhauses ist mit einer Flachdecke überspannt, die von einer Voute gerahmt wird, die mit Stuck verziert ist. Den Chor, der vom Langhaus mit einem Chorbogen abgesetzt ist, füllt der um 1680 entstandene Hochaltar aus, dessen Altarretabel die Krönung Mariens zeigt. Es wird flankiert von Säulen, neben denen rechts die Statue des heiligen Paulus und links die des heiligen Petrus stehen. Am Chorbogen hängt eine Rosenkranzmadonna. Im Langhaus befinden sich die um 1760 gebauten Seitenaltäre vor dem Chorbogen. Die Orgel auf der Empore im Westen wurde 1841 von Johann Heinssen gebaut.